# Oued M'Zi
Oued M'Zi è un comune dell'Algeria, situato nella provincia di Laghouat.